# 世界隧橋列表
隧橋是以橋樑、隧道及堤岸為組合不中斷地橫跨某一水體的道路或鐵路運輸，其中並沒使用吊橋或渡輪。
以下為隧橋列表：

## 北美

### 加拿大
- Louis-Hippolyte Lafontaine Bridge–Tunnel，於1967年完工。

### 美國
- 切薩皮克灣隧橋，1964年完工。
- 漢普頓錨地隧橋，於1957年完工。
- Monitor–Merrimac Memorial Bridge–Tunnel，於1992年完工。

## 亞洲

### 中國
- 港珠澳大橋，2018年2月6日完工，同年10月24日通車，全長55公里，成為世界最長跨海橋隧公路。
- 独墅湖隧桥，於2007年完工。
- 上海長江隧橋，於2009年完工。
- 深中通道，2016年動工，2024年完工[1]。

#### 香港
- 屯門至赤鱲角連接路，南面稱為順朗路的高架路段於2018年10月24日通車，連接港珠澳大橋香港口岸人工島及北大嶼山公路；而北面前往龍鼓灘龍富路的隧道和高架連接線將於2020年通車，隧道入口分別設置於港珠澳大橋香港口岸人工島和屯門龍鼓灘的填海地。
- 港珠澳大橋，2018年2月6日完工，同年10月24日通車，全長55公里，成為世界最長跨海橋隧公路。

### 日本
- 東京灣橫斷道路，於1997年完工。

### 韓國
- 巨加跨海大橋，於2010年完工。

## 歐洲

### 丹麥與瑞典
- 松德海峽大橋，於2000年完工。
- 大貝爾特橋 ，於1997年完工，當中包括鐵路隧道。

## 建議中
- 白令海峽通道
- 沙地-埃及大橋（英语：Saudi-Egypt Causeway）
- 非洲之角大橋（英语：Bridge of the Horns）
- 巽他海峽大橋
- 赫爾辛基-塔林隧道
- 港島西至大嶼山東北連接路